# Ярлыкапово

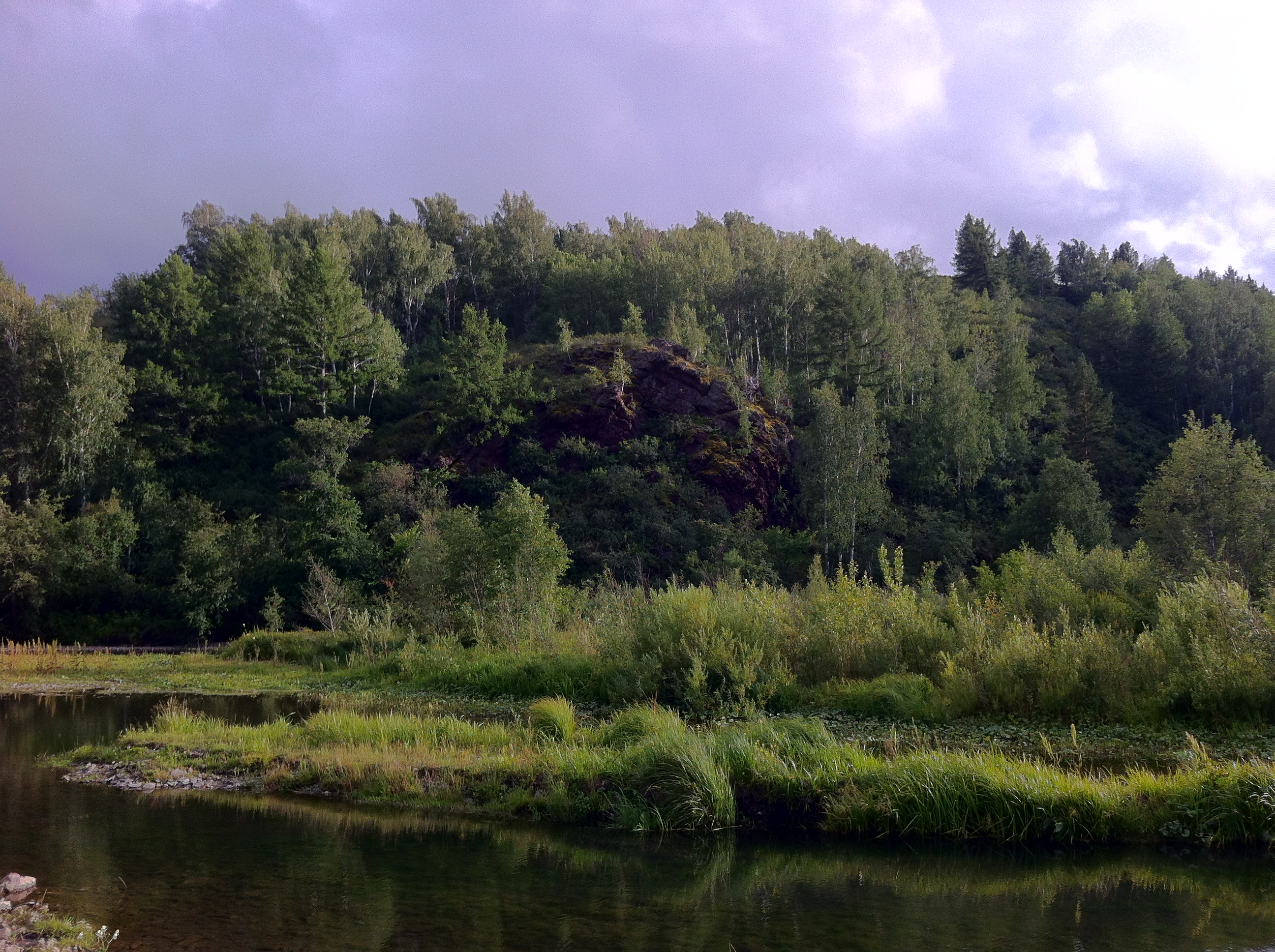

Ярлыка́пово, также Ярлыка́п (баш. Ярлыҡап) — деревня в Абзелиловском районе Республики Башкортостан России, относится к Аскаровскому сельсовету.

## Население
| 1968 | 2002 | 2009 | 2010 |
| ---- | ---- | ---- | ---- |
| 314  | ↘64  | →64  | ↘54  |

Согласно переписи 2002 года, преобладающая национальность — башкиры (100 %).

## Известные уроженцы
Истамгулов, Амир Мирасович (5 июня 1931 года — 3 августа 2009 года) — зерновод Самарского отделения совхоза «Красная Башкирия», Герой Социалистического Труда.
Марат Аксанович Ильгамов (род. 8 апреля 1934 года) — механик, доктор физико-математических наук (1970), профессор, член-корреспондент РАН (1991), академик Академии наук Республики Башкортостан с 1998 года.

## Географическое положение
Расстояние до:
- районного центра (Аскарово): 11 км,
- центра сельсовета (Аскарово): 11 км,
- ближайшей железнодорожной станции (Магнитогорск-Пассажирский): 58 км.

## Происхождение названия
От башкирского личного имени баш. Ярлыҡап (рус. Ярлыкапов). Так звали Ярлыкапа Кунакбаева, известно, что в 1778 г. он брал взаймы деньги и товары у уфимского купца Подъячева.
Первое название селение Масягутово (Масягут) по имени одного из старшин Тамьянскои волости Масягута Кабясова, участника восстания 1737-1739 гг., жителя этой деревни. 
После сожжения деревни на этом месте возникла новая деревня с новым названием, но сохранялась память о прежнем имени. V ревизия называет её Ярлыкапово, но в скобках «Масягут тож».